# Бренішка
Бренішка (рум. Brănișca) — село у повіті Хунедоара в Румунії. Адміністративний центр комуни Бренішка.
Село розташоване на відстані 307 км на північний захід від Бухареста, 11 км на північний захід від Деви, 114 км на південний захід від Клуж-Напоки, 121 км на схід від Тімішоари.

## Населення
За даними перепису населення 2002 року у селі проживали 702 особи.
Національний склад населення села:
| Національність | Кількість осіб | Відсоток |
| -------------- | -------------- | -------- |
| румуни         | 691            | 98,4%    |
| угорці         | 11             | 1,6%     |

Рідною мовою назвали:
| Мова      | Кількість осіб | Відсоток |
| --------- | -------------- | -------- |
| румунська | 692            | 98,6%    |
| угорська  | 10             | 1,4%     |